# 李福樹
李福樹，OBE，FCA，JP[?]（1912年5月30日—1995年5月21日），綽號「FS」，香港會計師、銀行家、商人和政治人物，李福樹會計師事務所創辦人，曾任行政、立法兩局非官守議員。
李福樹是李佩材家族成員，父親李冠春是東亞銀行創辦人之一。他早年受教於聖若瑟書院和香港大學，1938年大學畢業後前赴英國當見習會計師。第二次世界大戰結束後，他於1948年成為香港首名華人特許會計師，同年自設李福樹會計師事務所。此外，李福樹也協助打理家族業務，當中包括南和行的白米業務，另外又身兼香港電話、香港電車、九龍電燈和中華煤氣等多家企業董事。自1958年起，他還終身擔任東亞銀行董事。在1990年，他的個人財富估計高達40億港元。
在工商業務以外，李福樹早年十分關注香港的房屋事務，除了在1952年參與創辦香港平民屋宇公司，又於1954年獲香港政府委任到新成立的香港屋宇建設委員會擔任委員。他其後於1960年至1964年奉委市政局委任議員，繼後又於1962年和1966年分別獲委任為立法局和行政局非官守議員。喜歡足球的李福樹還於1966年當選香港足球總會會長，但任內爆出香港足球員被足總禁止於第五屆亞洲運動會代表中華民國參賽的爭議。事件中由於李福樹堅持香港足球員只應代表香港參賽，結果遭到當時香港親台輿論的聲討。六七暴動期間，身為兩局議員的李福樹多次公開批評親共左派滋事份子，卻又遭到左派輿論瘋狂批評，甚至一度被左派下達追殺令。
六七暴動後，決意淡出政壇的李福樹在1968年辭任兩局議員和足總會長的職務，但身為特許會計師的他仍關注會計師業界的發展，並促成香港會計師公會在1973年成立，而且更成為公會「第1號」會員，直到1977年才淡出會計師事務所的業務。1986年的華人置業股權爭奪戰當中，由於李福樹不甘馮秉芬爵士一方意欲把李家逐出華置董事局，結果促使李家陣營把手上華置股權售予愛美高集團主席劉鑾雄，劉鑾雄最終成功入主華置。晚年的李福樹身體欠佳，臥病兩年後於1995年逝世，終年82歲。李福樹與妻子李胡紫霞育有包括長子李國寶爵士和次子李國章教授在內合共兩子兩女。

## 生平

### 早年生涯
李福樹祖籍廣東鶴山，1912年5月30日生於香港，是香港望族李佩材家族成員，其祖父李佩材是本地殷商，19世紀透過從事白米進口、船運和地產等業務致富。李福樹是父親李冠春和元配源佩英所出，是家中長子，惟源配英誕下李福樹後不久染上肺炎，到廣州治病無效逝世，遺下尚未滿月的李福樹，後來李冠春再娶譚黛卿為繼室。李冠春為香港實業家和銀行家，擁有從事船運業務的和發成和白米業務的南和行等商號，其後於1918年參與創辦東亞銀行，為該行早期發展奠下基礎。李福樹作為家中長子，有四名弟弟和七名姐妹，其中二弟李福棟早夭；三弟李福善是法官出身，1987年成為首位擔任香港最高法院上訴庭副庭長的華人，退休後曾於1996年表態競逐第一屆香港特別行政區行政長官選舉，但旋因提名不足而被淘汰；另外他的四弟李福慶是海事工程師出身；五弟李福兆則曾任香港聯合交易所主席，後被控非法收受利益而罪成下獄。
李福樹自五歲開始便在家中由私塾老師教授經史典籍，對中文散文和詩歌方面頗有造詣，十多歲的時候更經已在本地中文報章以筆名「米蟲」發表文章，另外又寫過兩本未曾出版的小說。1923年，他以插班生身份入讀聖若瑟書院小學六年級，由原本完全不懂英文，到後來曾經連續三年取得全級第一名成績，又以書院足球隊隊員身份經常參加校際球賽。1932年12月，他從聖若瑟書院中學畢業，其後升讀香港大學修讀商科，並入住利瑪竇宿舍，至1938年1月獲文學士學位（BA）畢業。
由於父親一心希望李福樹日後能夠打理家族業務的帳目，所以李福樹從港大畢業後同年，便獲安排前赴英國當見習會計師，為期五年。可是，第二次世界大戰在1939年爆發後，歐洲局勢動盪，加上時值第二次中日戰爭，遠東時局同樣不穩，反而帶動了家族南和行經營的白米業務；結果李福樹惟有縮短見習期，於1940年從英國修咸頓港口乘搭郵輪取道加拿大返港，以便協助打理家族生意。據李福樹憶述，當時離開修咸頓港口的郵輪共有三艘，只有他乘搭的一艘僥倖沒有遭納粹德軍擊沉。

### 工商生涯
李福樹返港後翌年，日軍緊隨太平洋戰爭在1941年12月爆發入侵香港，香港保衛戰一觸即發，並以同年12月25日香港無條件投降作結，標誌著香港淪陷和進入為期三年零八個月的日治時期。日治期間，三弟李福善於1942年轉入中國大陸從事抗日工作，年紀尚少的四弟和五弟其後被送往澳門避難，因此只留下李福樹協助父親李冠春打理家族業務。然而，李冠春的白米等業務在戰時停滯不前，其船運業務也因為船隻散失而陷於停頓；有一次，李冠春與李福樹父子返回公司的時候，更遭賊匪上門打劫，差點喪命。1944年9月，李福樹陪同父親和家人索性乘船前往澳門避難，並與早在當地的弟妹會合，直到1945年8月二戰結束和日本無條件投降後，始返回香港。

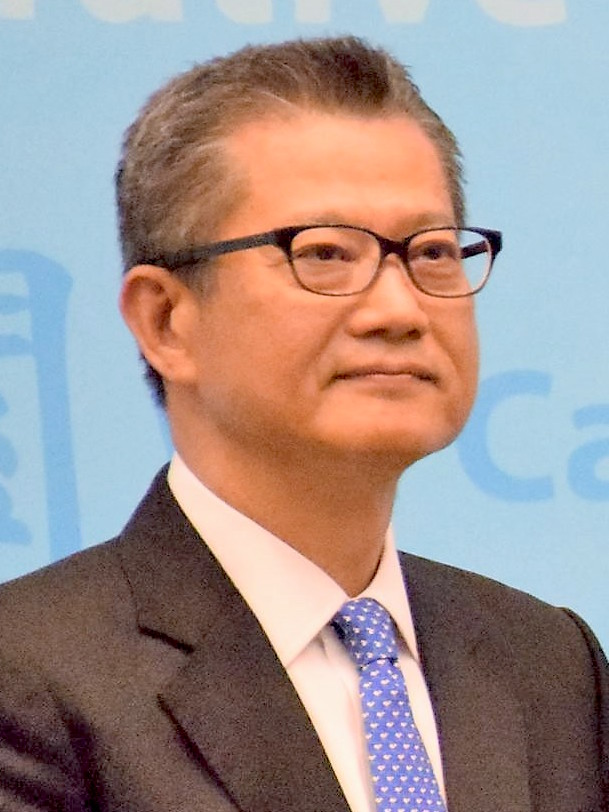
財政司司長陳茂波（圖）早年曾經在李福樹的會計師事務所打暑期工。

李福樹於1945年回港後，獲安排於畢馬威會計師事務所恢復實習，兩年多後他於1948年正式取得英格蘭及威爾斯會計師公會會員資歷，成為香港首名華人特許會計師。同年，他離開畢馬威，創辦李福樹會計師事務所，翌年獲港府認可為獲授權核數師，後來更獲選英格蘭及威爾斯特許會計師公會資深會員（FCA）。李福樹擔任會計師事務所東主多年，直到1976年邀請外甥林東仁加入成為合夥人，翌年進一步退任合夥人，但改任事務所顧問，直到1995年去世為止。另一方面，李福樹家中的園丁是陳茂波舅父，出身寒微的陳茂波在舅父穿針引線下，得以從天主教培聖中學畢業後到李福樹會計師事務所任職文員。後來李福樹還資助陳茂波，讓他得以在1973年考上香港中文大學修讀會計，但條件是每年大學暑假要返回會計師事務所打暑期工。陳茂波多年後先後成為香港會計師公會會長、英國特許公認會計師公會香港分會主席，以及香港特別行政區立法會會計界功能界別議員、特區政府發展局局長和財政司司長等職。
戰後初年，由於李冠春年事漸高，家族業務交予李福樹打理，但到後來李福樹開設會計師事務所，以及李冠春幼子李福兆考取會計師資格返港後，家族生意逐漸轉由李福兆管理，獨留南和行的白米業務繼續由李福樹打點。擁有大批物業的李冠春在1966年逝世後，李福樹又繼承得不少遺產，外界估計其個人財富高達10億港元，到1990年漲至大約40億港元。除了會計師事務所和南和行的工作，李福樹由1958年起終身出任東亞銀行董事，並身兼多家公司的董事職務，當中包括南和行、和發成、香港電話、香港電車、九龍電燈、中華煤氣、九龍倉、均益倉、華人置業、麗的呼聲、東方投資、金庇魯斯投資、香港置業、中華置業、興瑋置業、隆德保險、諫當保險、香港水火保險和新亞航業等。
此外，李福樹曾於1960年聯同商人陳南昌和裘樂初等人，招攬紐西蘭牛奶公司合作在觀塘投地興建牛奶廠，生產品牌稱為「豐力奶」的牛奶飲品。然而，「豐力奶」生產的牛奶飲品只是把乳脂和乳粉製成液體牛乳，並非純正牛奶。業務並不成功的「豐力奶」維持數年後，最終於1965年被競爭對手周錫年爵士旗下的牛奶公司收購，並與紐西蘭奶品銷售局合資成立聯合奶品國際公司，經營牛奶、雪糕和其他奶品生產。

### 投身政壇
1952年4月，大坑西邨木屋區發生大火，多人無家可歸，事後港商周錫年、李耀祥、顏成坤、J·H·律敦治、馮秉芬（後為爵士）、唐賓南、周耀年、李世華、林植豪和李福樹合組香港平民屋宇公司，與香港政府合作興建平民屋宇以安置木屋區居民。其中，李福樹除了擔任香港平民屋宇公司董事，還兼任公司秘書及司庫一職。李福樹在平民屋宇公司的工作獲得港府留意，這使他得以在1954年獲港府委任到新成立的香港屋宇建設委員會擔任委員，歷任屋建會財政遴選委員會主席，至1964年卸任，是會內少數並非兼任市政局議員的委員。
這時期的李福樹也開始熱心參與社會公職，當中包括聖約翰座堂值理、香港航海學校義務司庫和聖士提反女子中學義務司庫，又獲港府委任為租務法庭法官和專上學校顧問委員會委員。他後來進一步在1958年獲委任為審定核數師委員會委員，以及在1962年分別獲委任為華人廟宇委員會委員和社會救濟信託基金委員會委員等職。此外，本身是特許會計師的他也為多家機構擔任義務核數師，其中計有香港報業公會、香港中華醫學會、香港房屋協會、香港聖公會教區財政委員會、聖雅各福群會、香港家庭計劃指導會、國際合作貿易會、留英中國學生協會、大學婦女會、香港攝影學會、香港兒童安置所、聖若瑟書院舊生會和香港中藥聯合商會等。1963年香港中文大學成立後，他又成為首批中大校董之一，直到1968年提早卸任。
1960年4月1日，李福樹聯同馮漢柱和黃宣平奉委市政局非官守委任議員，以分別填補馮秉芬、利銘澤和余達之卸任後遺下的議席。他在市政局內一任四年，至1964年3月31日卸任後由李曹秀群接替；任內他十分關注環境衛生議題，例如要求當局改善公眾泳灘的衛生、興建更多新式街市和加強巡查食肆衛生等，而且兼任該局食物餐飲小組委員會主席。1961年6月至9月，李福樹暫代休假的利銘澤，首度獲臨時委任為立法局非官守議員。他其後於1962年6月1日正式奉委立法局非官守議員，以填補郭贊卸任後遺下的席位；1966年5月28日他再進一步聯同簡悅強（後為爵士）和桑達士（後為爵士）奉委行政局非官守議員，成為少有的行政立法兩局議員。為肯定他長期參與公共服務，他於1961年5月30日奉委非官守太平紳士，1963年更獲英廷頒授OBE勳銜。
在兩局供職期間，李福樹十分關注經貿議題，尤其是他加入立法局的時候正值英國政府研究加入歐洲經濟共同體，引起香港商界擔心輸往英國的貨品將不再享有英聯邦特惠稅；同時由於香港屬於自由港，商界擔心英國一旦加入歐共體，歐共體貨品可能免稅大舉進口香港，對香港製造業和出口構成打擊。有見及此，李福樹曾於1962年9月隨同行政局非官守議員祈德尊（後為爵士）前赴倫敦會見殖民地次官菲莎（後為爵士）商討港英關係和英國申請入歐的談判事宜；並於同年10月與祈德尊、羅理基（後為爵士）、關祖堯（後為爵士）、簡悅強、鈕魯詩和高登（後為爵士）組成行政立法兩局非官守議員代表團前赴英國，期間曾會晤時任殖民地大臣桑斯（後為勳爵），就英國加入歐共體陳述港人憂慮。為了推廣香港貿易，李福樹又曾於1964年9月率代表團參加三藩市貿易展覽會，在當地會見美國商界，協助宣傳香港和鼓勵美商在港投資。
針對香港稅制，李福樹是局內罕有支持前任財政司歧樂嘉提出引入全面所得稅（full income tax）的非官守議員。他曾在局內多番認為，把所有收入結合到全面所得稅以取代原有的薪俸稅和利得稅，更能夠減低逃稅機會，並借稅制改革擴闊稅網，把課稅方式變得更加公平。然而，全面所得稅的概念受到當時輿論的普遍抵制而從未落實。另一方面，1965年香港爆發銀行擠提風潮後，他曾經在立法局內提出收緊對銀行的監管和反對新銀行無止境地增加；他也曾在局內多番質疑英政府要求港府只能以英鎊作為財政儲備的規定，認為港府由於不能以黃金或其他外幣作為財政儲備，萬一遇上英鎊大幅貶值，將對香港的財政儲備構成衝擊。後來，英鎊在1967年11月大幅貶值14.3%，雖然後來港府把港元升值，但港元總體上仍貶值5.7%，導致香港財政儲備折合損失4.5億港元。

### 足總會長
李福樹喜愛足球，尚在聖若瑟書院求學時，已經是書院足球隊隊員。1964年7月29日，香港足球總會舉行周年大會，李福樹首次獲推舉接替告退的馮漢柱成為足總三名副會長之一，另外會長由羅理基蟬聯，而主席一位則由傅利沙以44票擊敗尋求連任但只得22票的莫慶當選。翌年7月30日，足總在周年大會上舉行換屆選舉，莫慶卻意外地以48票擊倒只得32票的傅利沙，成功捲土重來復任主席，而會長羅理基和副會長李福樹等均告連任。不過，這次選後一度傳出李福樹有意辭職，引起體壇關注，促使李福樹於8月6日由莫慶陪同下舉行記者招待會，澄清絕無辭職之意，並批評傳聞全屬捕風捉影之說。
足總換屆後不久，於1965年8月18日舉行首次執委會議，會上討論較早前一批主要隸屬愉園體育會的足球員未經足總許可下組成「同章隊」，前往共產黨治下的中國大陸交流和參與友誼賽事的事件。經過激烈討論後，足總執委會通過對有關球員展開調查，並註銷他們的註冊，導致他們喪失出賽資格。足總的決定激起左派輿論連日來的猛烈抨擊，涉事的其中14名球員更向足總會長羅理基發出聯署信，批評足總濫權欺壓。足總執委會其後於8月25日召開特別緊急會議討論事件，雖然會上主流意見傾向維持原先的決定，但主席莫慶認為取消球員註冊一事不合程序和缺乏理據，而李福樹據悉也在會上附和莫慶的看法，並指出足總如在處理事件上有錯，就不應一錯再錯，要把錯誤糾正。受到左派輿論壓力下，足總執委會最終在9月3日的會議上作出讓步，恢復有關球員的註冊，但同時對他們發出警告以示警惕。

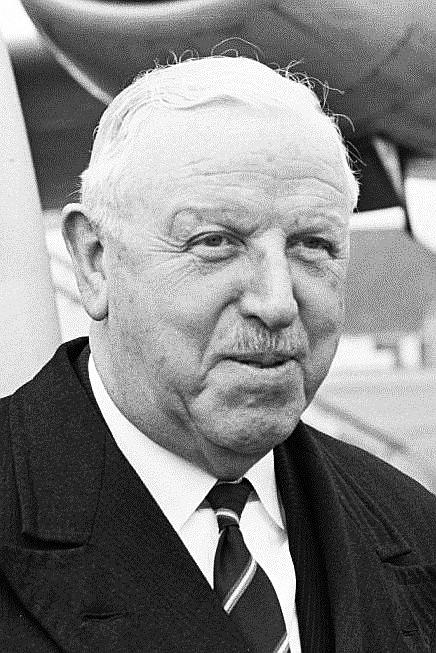
國際足球協會主席羅斯爵士（圖）與李福樹就香港足球員代表中華民國參與1966年第五屆亞洲運動會一事存在分歧。

1966年6月，足總會長羅理基透露不再尋求連任，並推薦由李福樹接替。同年7月26日周年大會上，李福樹順利當選會長，他遺下的副會長席位則由霍英東補上，而主席一位由梁兆綿當選接任。李福樹在足總會長任內其中一項最大的爭議，是在1966年12月泰國曼谷舉行第五屆亞洲運動會前夕，公開表態反對以香港中華業餘體育協會為首的香港華人各界體育會，選出16名分別來自本地多家球會的足球員代表中華民國參加亞運足球賽事，其後足總執委會更於12月6日和12月9日兩度通過禁止有關球員參賽。當時李福樹揚言「香港足球員應代表香港，這是我一貫的主張」，又指出「為了本港足運利益，我們不怕任何人恐嚇，也不能在威迫利誘面前低頭」。
鑑於香港華人球員除了代表香港隊以外，一直以來都有代表中華民國參與國際賽事的傳統，過往未曾受到干涉；再加上足總在1965年未有嚴厲追究「同章隊」私自前赴中國大陸作賽的事件，因此足總的決定引起了親台輿論的強烈反彈。12月8日，時任國際足球協會主席羅斯爵士更聯同第五屆亞運主席、泰國的多薩中將（Lieut Gen Torsakdi Yomnak）向足總發緊急電報，對足總的禁賽決定表示「至感遺憾」，同時要求足總重新考慮讓全體球員代表中華民國參賽。儘管足總兩下禁令，但涉事的其中13名球員最終無視阻撓，於12月12日趕赴泰國作賽。
事後，足總以有關球員「行為不檢」為理由，於1967年1月設立五人小組展開調查，並於1月31日和2月1日傳召球員問話。與此同時，代表涉事球員的律師胡寶星（後為爵士）在2月3日飛往英國會見羅斯，其後於2月6日返港帶回一封由羅斯致足總五人小組的信件，內容指出足總禁令只可適用於職業球員而非業餘球員，由於涉事球員均屬後者，足總並不能禁止他們代表中華民國出賽。羅斯在信中還指出，如果足總處分涉事球員，國際足協將不排除重新檢視足總作為國際足協會員的地位。足總五人小組經考慮羅斯的信件後，在2月6日宣佈撤銷對有關球員的所有指控，事件才告平息。至於香港球員可代表中華民國出賽的安排，要到1971年才告終結。
足總禁止香港球員代表中華民國參與亞運之際，正值足總安排西德勁旅法蘭克福足球會於1966年12月底訪港。受事件影響，當時的親台報章號召球迷罷看法蘭克福在港參與的兩場賽事，導致兩場賽事的入場人數遠遜預期，足總不單止未能借助法蘭克福訪港賺取收益，而且還因為球迷杯葛賽事而虧本。亞運爭議結束後，足總於1967年初又邀得東歐捷克斯洛伐克勁旅布拉格斯巴達足球會訪港，這次活動是李福樹任內足總最矚目的盛事之一。雖然斯巴達在港參與的三場賽事全部勝出，但李福樹其後於香港仔設海鮮宴款待時，球隊經理卻在席間透露球隊已經用盡盤川，結果要李福樹即場向球隊每人派發500港元應急，場面尷尬。

### 六七暴動
1966年4月，香港因為天星小輪加價事件而爆發一場短暫的騷動，受到中國大陸同年爆發文化大革命影響，位處中國邊陲的香港更是變得日益動盪不穩，到1967年5月還爆發了持續大半年的六七暴動。六七暴動源於一家塑膠花廠勞資糾紛引發的工潮，工潮在親共左派的介入和文革風潮席捲香港的情況下愈演愈烈；左派示威者從5月6日開始與警方發生連場街頭衝突，迫使香港政府一度實施局部地區宵禁，左派陣營其後更成立「港九各界同胞反對港英迫害鬥爭委員會」（簡稱「鬥委會」），以「反英抗暴」為號召挑戰殖民地政府，對殖民地政府的管治構成威脅。

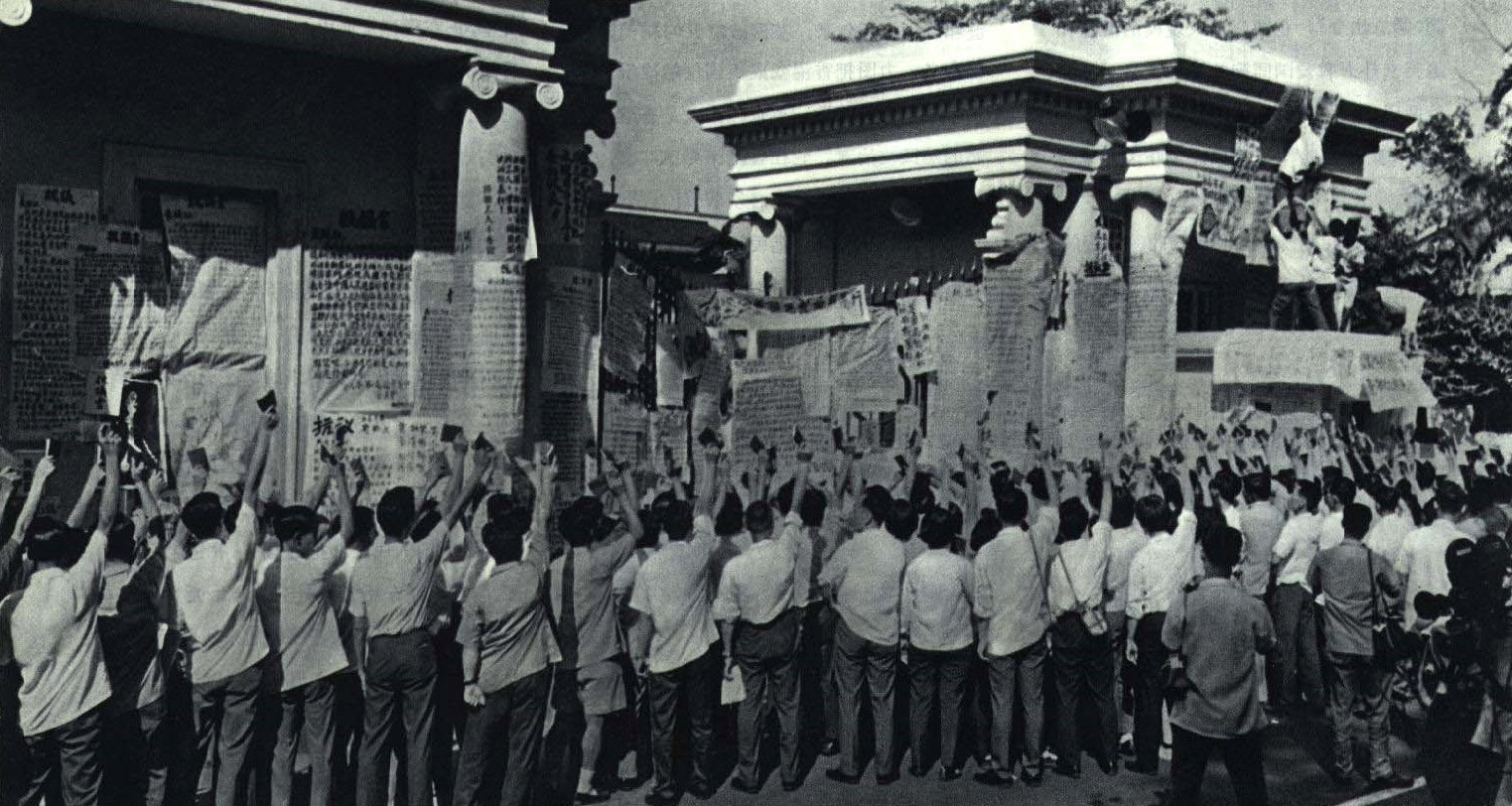
六七暴動期間，左派曾於港督府外組織連場示威，示威者除了張貼大字報，每人也手持《毛語錄》，高叫各種口號。

六七暴動爆發後，身為行政立法兩局議員的李福樹很早就公開表態支持港府強硬對付左派份子，他首先在1967年5月14日透過電台發言，呼籲市民「給予警察一切協助及支持」；其後在5月31日的立法局會議上，他讚揚警隊和港府各部門迅速應對暴動，又呼籲市民保持鎮定、如常生活和防止子女參與政治活動，並支持港府盡快恢復社會秩序以保香港的繁榮穩定。同年6月起，左派陣營開始策劃各行各業的罷工和罷課，使到市民的日常生活進一步受到影響。李福樹身為香港電車有限公司董事局唯一一名華人董事，也曾經走到前線呼籲罷工的電車司機復工。6月28日，他在局內代表非官守議員發言，呼籲廣大勞工不要接受左派工會的各種威迫利誘，參與罷工或任何動搖社會穩定的活動。
不久以後，中港邊境在7月8日發生轟動一時的沙頭角槍戰，五名警務人員被中國民兵襲擊殉職；翌日再多一名警員在皇后大道西鬧市被左派兇徒以鐵鉤鉤殺，引起社會輿論高度關注。在這個背景下，李福樹在7月12日再一次於立法局代表非官守議員發言，除了對殉職警員家屬致以慰問外，又以嚴詞譴責左派滋事份子。他在發言中表示極小數的滋事份子「與廣大市民處於對立面」，又指出「如果滋事者痛恨香港的社會現狀，他們大可以隨時離開到別處過活」，並揚言當局不會容忍任何違法行為，「如果他們漠視警告，將要面對嚴重後果」。
當時中共陣營對於李福樹的言行感到十分不滿，左派報章紛紛以「漢奸」、「走狗」和「民族敗類」等字眼形容李福樹；而中共駐港貿易代理機構華潤集團更曾就此傳召李福樹，要求他公開向中共道歉，但被拒絕，結果促使「港九米業雜貨反迫害鬥委會」由7月起停止向李福樹經營的南和行供應白米。另一方面，由李福樹擔任會長的香港足球總會執委會在6月13日通過一項支持港府維持法律和秩序的提案，事後李福樹被屬於親共陣營的愉園體育會和東昇足球隊公開譴責。同年8月31日，愉園進一步發表聲明，批評李福樹把持足總，導致足總淪為「港英帝國主義迫害中國同胞和製造『兩個中國』政治陰謀的工具」，因此決定杯葛1967年至1968年度足總主辦的各項球賽。
事實上，暴動踏入1967年7月後，左派開始在全港各處放置土製炸彈，他們除了對政府官署發動襲擊外，尋常街道以至公共交通工具都成為襲擊對象，造成社會上人心惶惶。8月13日，左派份子更在市區多處街道張貼「通緝令」，名單包括時任署理香港總督祁濟時（後為爵士）、警務處處長伊達善，以及署理華民政務司徐家祥、李福樹和新界鄉議局主席彭富華五人。「通緝令」指五人「不是雙手染滿同胞鮮血的兇手，就是認賊作父、出賣民族利益的東西」。8月25日，敢於公開批評左派的商業電台播音員林彬遭暴徒燒死，數日後，左派再於8月28日發出一份「暗殺名單」，當中有六名華人上榜，這次除了有徐家祥、李福樹和彭富華外，新上榜的還包括時任兩局議員簡悅強、《明報》社長查良鏞和《真報》社長陸海安三人。
受到中共的死亡恐嚇，李福樹初時表示會「繼續我的正常生活，但對於被港共暴徒突襲，我也會採取一切警戒措施加以防範，我可能會搬到另一處居住」。事實上，港府私底下十分重視事件，除了派保鑣保護六人，還特別向李福樹提供24小時全天候保護；不過他後來憶述高峰期「每天有二、三十個警察在我家同我一起開飯」，一個多月內花了他差不多50,000港元作為警方的膳食開支。同年10月30日，李福樹以公幹為名，於啟德機場乘搭飛機前往日本東京，但離港時臨時改乘另一班較早的航班，在機場候機時全程留在重門深鎖的貴賓室，有別於過往在離境大堂公開與親友話別的習慣。李福樹離港後，其行政局議席由另一名立法局議員胡百全暫代，至於他遺下的立法局議席則由鍾士元（後為爵士）臨時填補。李福樹留在海外多時，直到1968年3月20日方才返港復任兩局職務；而擾攘香港大半年的六七暴動由於不獲香港市民支持，加上時任中國國務院總理周恩來向香港的左派陣營下達命令停止「反英抗暴」，結果於1967年12月終告全面平息。

### 淡出政壇
六七暴動結束後，決意淡出社會公職的李福樹在1968年6月30日以個人健康為理由，退任行政立法兩局議員的職務，遺下的行政局和立法局非官守議席分別由唐炳源和王澤森填補。此外，他於1968年5月8日對記者表示決不蟬聯足總會長一職，結果足總於7月30日選出王澤森接任。雖然如此，李福樹仍舊在同年10月聯同馮漢柱和霍英東兩人接受足總邀請榮任名譽會長。當時有關李福樹打算舉家移民英國的傳聞一度甚囂塵上，同年8月，身為英皇御准香港賽馬會會員和馬主的李福樹更傳出打算將名下的兩頭二班馬匹「密底算盤」和「非洲佳麗」拍賣。不過，當李福樹回覆記者查問是否計劃移民英國時，卻表示仍未有最終決定，並強調就算是移民，也不一定是英國，可能是美國或瑞士，也可能只是短遊性質。

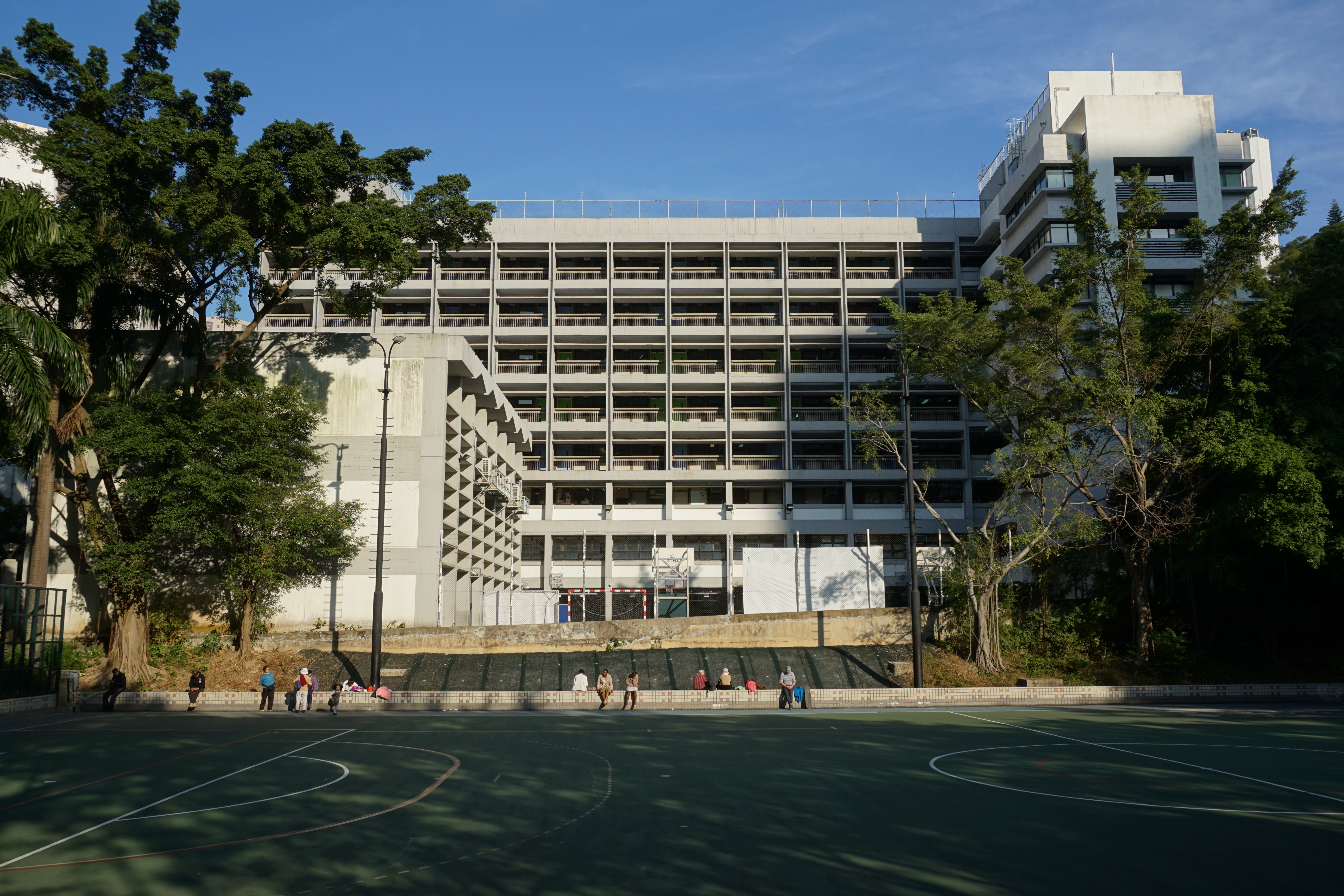
位於灣仔活道的聖若瑟小學由李福樹協助捐建。

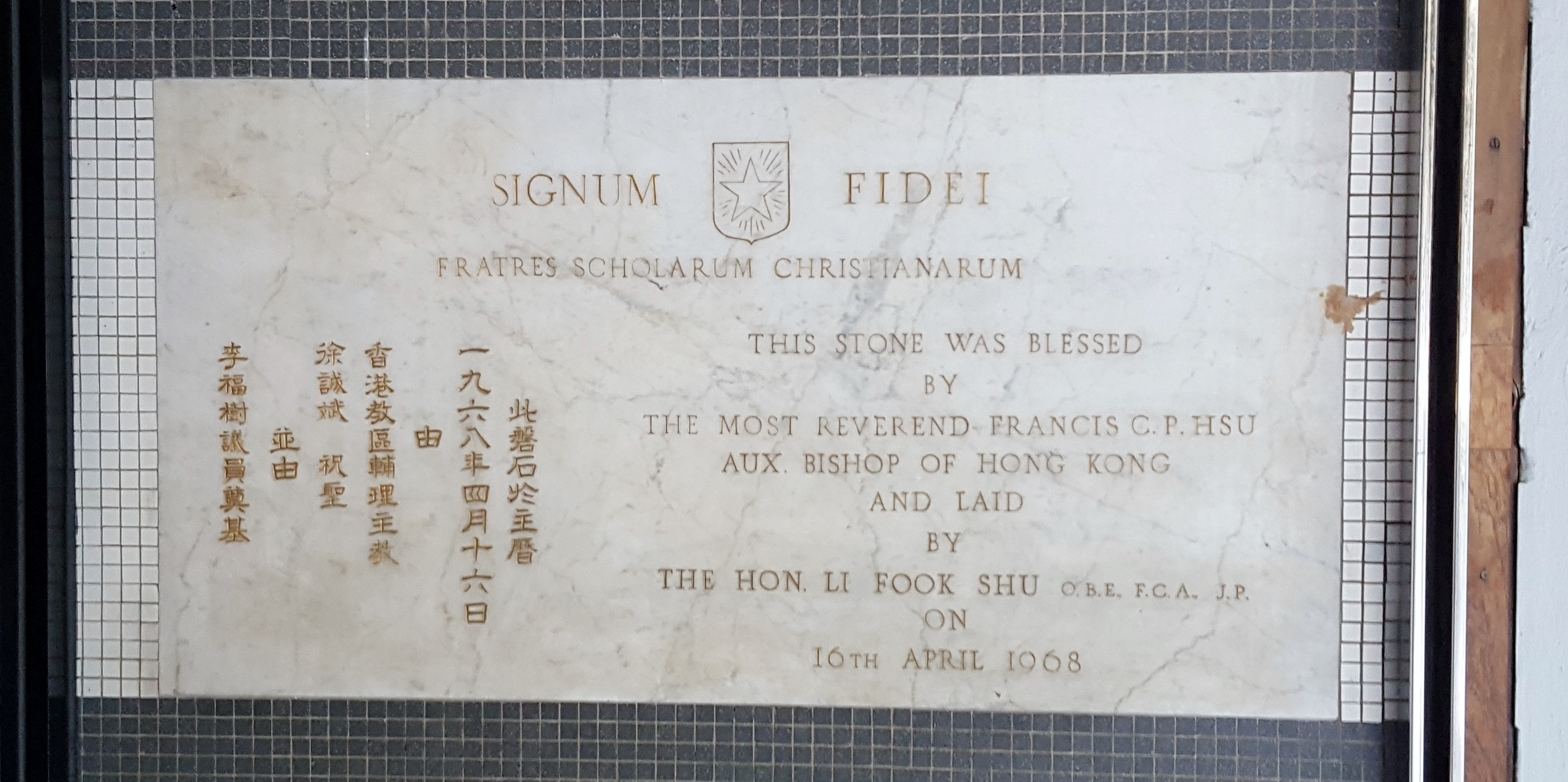
校舍於1968年4月16日由李福樹主持奠基，奠基石由天主教香港教區輔理主教徐誠斌祝聖。

儘管曾經考慮移民，李福樹最後還是選擇留在香港。這時期他把注意力重投於個人事業上，而身為會計師的他也繼續關注會計師業界的利益。其中早於1966年，他便跟一群會計師成立工作小組，研究設立一個能夠代表會計師專業的同業公會。經過數年籌備後，立法局於1972年三讀通過《專業會計師條例》，促成香港會計師公會於1973年1月1日成立。公會成立時特地向李福樹贈予該會「第1號」會員編號，以答謝他在公會成立過程中給予的協助。此外，李福樹十分支持母校聖若瑟書院的發展，並曾捐鉅款支援母校在灣仔摩理臣山興建擁有獨立校舍的聖若瑟小學。小學校舍於1968年4月16日奠基，僅用大半年時間便於同年12月17日落成啟用，而校舍內的禮堂特以李福樹先父命名為李冠春堂。

### 晚年生涯
李福樹晚年較為人所知的事蹟，是在1986年參與爭奪華人置業控股權一役。華置由馮平山家族和李冠春家族於1922年合辦、1968年上市。長久以來，華置主要股權由兩大家族後人持有，並輪流擔任董事局主席。1975年，華置董事局通過作價1.3億港元，向李嘉誠售出旗下位於香港島中環的貴重物業華人行，代表馮家的馮秉芬爵士本來意欲把收益套現為股息派給股東，但持股較多的李家卻把資金購入上市公司中華娛樂，好讓中環另一貴重物業娛樂行落入華置手上。結果，該次分歧成為馮李兩家交惡的導火線。
1986年，馮秉芬與綽號「公司醫生」韋理旗下的亞洲證券合組司馬高公司（Shimako），繼於3月17日突然宣佈擁有華置接近35%股權，意欲把李家攆走以獨掌華置。司馬高公司所持的部份華置股份，更是從落選東亞銀行董事局的李福樹五弟李福兆暗中買入的。雖然馮秉芬一方所持股權未達到可觸發全面收購的35%，但他們仍在同月21日舉行的華置股東會上成功把李福樹、李福慶、李福兆、李國寶（後為爵士）和孔憲紹等李家成員和相關人士逐出華置董事局，並換入馮家成員和相關人士。
不甘示弱的李福樹在3月24日聯同新鴻基公司和富商馮永祥組成巴仙拿公司（Bassina）反擊，作價每股16港元收購華置股份下，取得華置約31.3%股權。雖然華置控制權原本是馮李兩家之爭，但雙方在爭持不下和陷入膠著之際，愛美高集團主席劉鑾雄突然於4月11日加入混戰，並作價每股16.5港元收購華置股份，比巴仙拿一方還要多5角。在愛美高一方高價收購下，巴仙拿一方決定寧為玉碎、不為瓦全，於4月18日退出爭奪戰，把手上35.8%的華置股權作價每股18港元悉數售予愛美高，使爭奪戰成為司馬高與愛美高兩方之爭。不過，愛美高此後繼續向華置小股東購入股份，持股量進一步增至42.8%，僅持有26.55%華置股份的司馬高一方再難匹敵。馮家最終於5月初把手上股份悉數售予韋理的亞洲證券離場，亞洲證券成為華置第二大股東，華置結果成為劉鑾雄的囊中之物。
李福樹晚年身體欠佳，因心臟毛病入住醫院兩年後，於1995年5月21日因為心臟衰竭病逝於新界沙田威爾斯親王醫院，終年82歲。據了解，雖然長期住院，但他到臨終前仍然思路清晰。李福樹身後，家人於同年5月29日為他於中環聖約翰座堂舉辦喪禮，不少官紳名流出席致哀；但被指在華置股權爭奪戰一役與李福樹交惡的五弟李福兆，卻未有出席喪禮。李福樹出殯當天的扶靈人士包括鄭棟材、李樹培、利榮森、邵逸夫爵士和何佐芝等人，遺體隨後落葬於香港華人基督教聯會薄扶林道墳場。

## 個人生活
1936年3月26日，尚在香港大學求學的李福樹與同為港大學生的胡紫霞（1917年－2015年）在香港的婚姻註冊處舉行婚禮，其後於香港大酒店舉行盛大酒會，兩人於1945年成為基督徒。李福樹夫人是太古買辦胡禧堂的女兒，她的胞兄包括曾任行政局非官守議員及立法局首席非官守議員的胡百全，以及曾任市政局議員的胡百富醫生。李福樹夫人歷年來擔任不少慈善團體公職，當中包括香港紅十字會副總監、總監和顧問，以及香港基督教女青年會會長，另外也是香港痙攣協會（香港耀能協會前身）創會會員。為肯定她的慈善工作，她在1983年、1987年和1991年三度獲港府頒授英女皇榮譽獎章，1993年復獲英廷頒授MBE勳銜。此外，香港大學和香港中文大學也在1998年和1999年分別向她頒授名譽大學院士銜和榮譽社會科學博士學位。李福樹夫人多年來與中大關係密切，中大新亞書院其中一座宿舍紫霞樓，即以其命名。李福樹夫人於2015年以97歲高齡逝世。
李福樹夫婦育有兩子兩女，由於他們年少時都被安排送到英國升學，所以李福樹夫人也曾經定居當地以便照顧。四名子女當中，長子李國寶爵士1997年起擔任東亞銀行主席，1985年至2012年間歷任立法局、臨時立法會和立法會金融界功能界別議員，期間於2005年至2008年兼任行政會議非官守成員；次子李國章教授1996年至2002年擔任香港中文大學校長，其後於2002年至2007年加入香港特別行政區政府擔任教育統籌局局長兼行政會議官守成員，後來自2012年起重返行政會議擔任非官守成員，並由2016年起出任香港大學校務委員會主席。李福樹的兩名女兒李志端和李志平跟李國章一樣都是醫生，其中李志端是放射科醫生，而李志平是兒童心理學家。
李福樹一家曾經居於香港島半山區寶珊道21號一座三層高大宅。1972年六一八雨災期間，寶珊道發生嚴重山泥傾瀉事故，該座三層高大宅雖然倖免於難，但旁邊用作李家車房的兩層高洋房在大雨中因為山泥傾瀉而被沖毀。泥石其後更沖毀樓高12層的私人住宅旭龢大廈，以及旁邊新落成但尚未入伙的景翠園E座最高四層，釀成67死19傷。在事故發生前一天，李福樹一家於上午11時接獲警方通知，鑑於連日暴雨導致附近山體出現崩塌跡象，故在當晚決定臨時遷往別處暫避，而家中五名佣人和六頭家犬也在事故發生前及時撤出，沒有造成傷亡。
另一方面，李福樹曾經有抽煙的習慣，高峰期每天抽煙多達60枝。直到1961年49歲的時候，他才正式戒煙。據李福樹在1964年接受記者專訪，他分享的戒煙方法是首先在數小時內不斷抽煙，然後把威士忌、氈酒、白蘭地和伏特加混和一杯喝掉，然後第二天便會感到不適，並從此對香煙感到厭惡。

## 榮譽

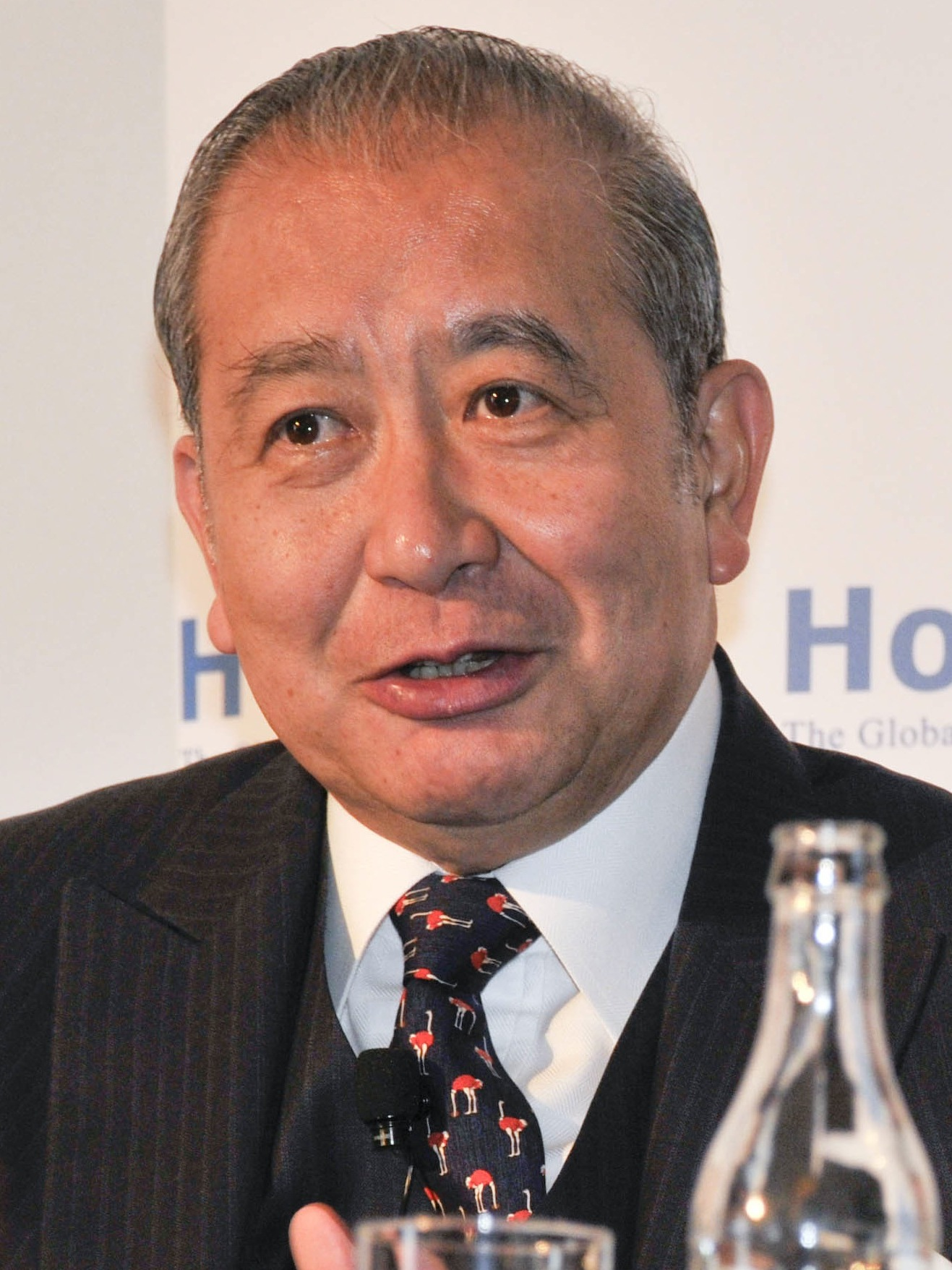
李福樹長子李國寶爵士

### 殊勳
- 以下列出榮譽全稱及縮寫：^ 
  - 英格蘭及威爾斯特許會計師公會資深會員（FCA）[27]
  - 非官守太平紳士（JP） （1961年5月30日[62]）
  - 英帝國官佐勳章（OBE） （1963年元旦授勳名單[63]）

### 以他命名的事物
- 李福樹紀念獎金（The Li Fook Shu Memorial Prize）：由東亞銀行贊助，頒發予香港會計師公會期終考試成績最佳的學生。[147]

## 注腳
1. 1 2 3 4  Nadel (28 May 1995)
2. 1 2 3  〈百年家族祖屋說興衰〉（2002年11月28日）
3. 1 2  秦家聰（2002年），頁27。
4. 1 2  "Li, Fook Shu" (retrieved on 1 September 2018)
5. 1 2  〈四大望族李家縱橫政商界〉（2011年11月11日）
6. 1 2 3 4  〈贏在終點線：李福慶〉（2013年5月2日）
7. ↑  〈訃文〉（1966年6月24日）
8. 1 2 3 4 5 6 7  秦家聰（2002年），頁234。
9. ↑  〈東亞銀行後人，港首位華人法官，91歲李福善肺感染病逝〉（2013年2月28日）
10. ↑  秦家聰（2002年），頁65至66。
11. ↑  秦家聰（2002年），頁68。
12. 1 2 3 4 5 6 7  Trigaci (19 January 1964)
13. ↑  秦家聰（2002年），頁68至69。
14. 1 2  秦家聰（2002年），頁69。
15. 1 2 3  林鴻籌（1988年），頁131。
16. ↑  〈香港大學昨舉行廿九屆畢業禮〉（1938年1月6日）
17. ↑  "Degree Day at the University" (6 January 1938)
18. ↑  林鴻籌（1988年），頁131及135。
19. ↑  林鴻籌（1988年），頁135。
20. ↑  《香港2017》（2018年），頁315。
21. ↑  "LI, Simon Fook Sean" (retrieved on 1 September 2018)
22. ↑  〈李福善簡介〉（1984年8月21日）
23. ↑  秦家聰（2002年），頁105。
24. ↑  秦家聰（2002年），頁101至102。
25. ↑  秦家聰（2002年），頁100至101。
26. ↑  秦家聰（2002年），頁105及119。
27. 1 2 3 4 5 6 7 8  〈李福樹馮漢柱黃宣平四一起任市政局議員〉（1960年3月12日）
28. 1 2  秦家聰（2002年），頁119。
29. ↑  林鴻籌（1988年），頁132。
30. ↑  "New Auditors" (8 October 1949)
31. 1 2 3  〈本所簡史〉（造訪於2018年9月1日）
32. 1 2  〈【壹經典●新財爺】為一毫子帶白粉向上爬脫貧；陳茂波：窮，不會談忠心！〉（2017年1月16日）
33. ↑  〈政府主要官員任命公布（附圖）〉（2017年1月16日）
34. ↑  林鴻籌（1988年），頁148。
35. ↑  〈【經典●東亞李家咁發跡】太爺運西瓜翻船流落到港；搞船公司到銀行變香港望族〉（2018年7月21日）
36. ↑  藍潮（1997年），第1310頁。
37. ↑  冼玉儀（1994年），頁185。
38. 1 2 3  〈李福樹、馮漢柱、黃宣平任市政局議員，委任令已發表〉（1960年3月13日）
39. 1 2 3  〈簡悅強李福樹暫任立法議員〉（1961年6月3日）
40. 1 2 3 4  〈立法局非官議員，李福樹繼郭贊〉（1962年6月23日）
41. ↑  〈李福樹議員令尊翁李冠春昨病逝，明午大殮出殯〉（1966年6月24日）
42. ↑  〈李福樹馬登任九倉董事〉（1974年4月16日）
43. 1 2  〈紐西蘭牛奶公司，在官塘購地開辦〉（1960年12月14日）
44. ↑  〈牛奶公司擴展接辦豐力奶廠〉（1965年2月5日）
45. ↑  〈九龍塘村災區地皮，港府宣佈立即收回〉（1952年5月4日）
46. ↑  〈平民屋宇公司公債將發行〉（1953年2月3日）
47. ↑  秦家聰（2002年），頁120。
48. ↑  〈港府任免令：委出斐路及李福樹任建屋管理局委員〉（1954年5月29日）
49. ↑  〈英女王元旦授勳官民名單〉（1963年1月1日）
50. ↑  〈香港政府之新任免〉（1958年11月1日）
51. ↑  〈港府任免令〉（1962年8月4日）
52. ↑  〈李福樹謝雨川奉委任救濟信託基金會委員〉（1962年9月29日）
53. ↑  〈家庭計劃指導會將興建九龍總會所〉（1959年5月21日）
54. ↑  〈(I)大學校董會成員〉（1969年），頁72。
55. ↑  〈大學校董會消息〉（1968年10月），頁3。
56. ↑  〈李曹秀羣任市政局議員，為華籍女議員第一人〉（1963年3月26日）
57. ↑  〈規定每年掃灰水，戰前辦法應恢復〉（1960年4月6日）
58. ↑  〈適應龐大人口需求，應速興建新街市〉（1961年4月12日）
59. ↑  〈李福樹議員建議輪調衛生督察員，使切實執行職務〉（1962年4月4日）
60. ↑  〈市政局李福樹議員呼籲，食物店注意清潔衛生〉（1963年6月26日）
61. ↑  〈簡悅強李福樹桑達士任行政局非官議員〉（1966年5月28日）
62. 1 2  岑維休（1979年），頁113。
63. 1 2  "Supplement to Issue 42870 （页面存档备份，存于）", London Gazette, 28 December 1962, p.24.
64. 1 2 3  〈行政立法兩局非官守議員組七人代表團代表香港民意，今飛英就共同市場談判陳述香港處境〉（1962年10月3日）
65. 1 2  〈英殖民地部次官接見祈德尊李福樹等，討論港英間關係〉（1962年9月16日）
66. ↑  〈香港兩局議員代表團仍在歐洲為香港努力〉（1962年10月12日）
67. ↑  秦家聰（2002年），頁123。
68. ↑  〈三藩市貿易展覽會港代表團團展李福榭請美國商人訪問香港〉（1964年9月17日）
69. ↑  Littlewood (2010), pp.143 & 161.
70. 1 2 3  〈社論：香港容許開徵「全面所得稅」嗎？〉（1966年3月28日）
71. ↑  Littlewood (2010), pp.164-165.
72. ↑  〈李福樹議員特別指出銀行開設不應無限增加〉（1965年3月13日）
73. 1 2  秦家聰（2002年），頁124至125。
74. ↑  〈足總主席競選揭曉，傅利沙當選四十四比二票壓倒莫慶〉（1964年7月30日）
75. ↑  〈莫慶不甘雌伏，重主足球總會〉（1965年7月31日）
76. ↑  〈李福樹否認辭副會長職，莫慶解釋此次被選情形〉（1965年8月7日）
77. 1 2 3  〈甘冒大不韙把事情擴大，足球界人士內地旅行，足總竟要設組「調查」〉（1965年8月19日）
78. 1 2 3  〈社論：質問香港足球總會！－－我們更要就正於李福樹先生〉（1966年12月12日）
79. 1 2  〈足總不應再錯：李福樹談有關問題時傳有此語〉（1965年8月26日）
80. ↑  〈取消全部以前所作決定，足總承認曾赴內地球員註冊有效〉（1965年9月4日）
81. ↑  〈羅禮基決定讓賢荐李福樹任會長〉（1966年6月11日）
82. ↑  〈足總昨同人大會，梁兆綿當選主席，李福樹霍英東任正副會長〉（1966年7月27日）
83. 1 2  〈第五屆亞洲運動會今在曼谷揭幕〉（1966年12月9日）
84. ↑  〈維護足運利益唔怕嚇，威逼利誘面前不低頭〉（1966年12月10日）
85. 1 2 3 4 5 6  李峻嶸（2015年），頁97至99。
86. ↑  〈「波棍」蓄意破壞足運，昨日強行拉隊赴泰〉（1966年12月13日）
87. 1 2 3 4  〈國脚被控案急轉直下，足總宣布撤銷〉（1967年2月8日）
88. 1 2 3  "HKFA drop charges against 13" (9 February 1967)
89. ↑  李峻嶸（2015年），頁103至105。
90. 1 2  李峻嶸（2016年12月31日）
91. 1 2  秦家聰（2002年），頁123至124。
92. ↑  張家偉（2012年），頁19至37。
93. 1 2 3 4  〈六七暴動40周年回顧：走過香港文革的歲月〉（2007年5月6日）
94. 1 2 3  《文化大革命志補卷一：赤禍香港》（造訪於2018年9月1日）
95. 1 2 3  〈李福樹趙聿修為虎作倀，我糧油公司職工斷其糧路〉（1967年6月22日）
96. ↑  Official Report of Proceedings (31 May 1967), pp.327-328.
97. ↑  秦家聰（2002年），頁126至127。
98. ↑  Official Report of Proceedings (28 June 1967), pp.353-354.
99. ↑  張家偉（2012年），頁111至112。
100. ↑  〈殉職警員葬禮哀榮〉（1967年7月13日）
101. 1 2  Official Report of Proceedings (12 July 1967), pp.365-366.
102. 1 2  〈響應祖國糧油總公司號召，米業雜貨業鬥委會抵制李福樹趙聿修〉（1967年6月23日）
103. ↑  〈漢奸李福樹又作狗吠聲〉（1967年6月30日）
104. 1 2 3  〈廣貼港英機構及通衢大道牆上，同胞昨發出通緝令〉（1967年8月14日）
105. ↑  秦家聰（2002年），頁125。
106. ↑  〈李毓宏義正詞嚴，李福樹醜臉畢露〉（1967年6月14日）
107. ↑  〈李福樹說不知登廣告，足總「支持」港英內幕一塌胡塗〉（1967年6月14日）
108. ↑  〈憤李福樹把持足總，愉園暫不派隊參賽〉（1967年9月1日）
109. 1 2  〈港共非法印刷品中竟列暗殺名單要害六位聞人〉（1967年8月29日）
110. 1 2  秦家聰（2002年），頁128。
111. ↑  〈李福樹議員昨離港赴日〉（1967年10月31日）
112. ↑  〈財政司郭伯偉返任，胡百全鍾士元代李福樹分任行政立法兩局議席〉（1967年11月1日）
113. ↑  〈李福樹復任兩局議員〉（1968年3月22日）
114. ↑  〈鄧律敦治李福樹唐星海羅仕四人最後出席立法局〉（1968年6月27日）
115. ↑  〈四名流任立法局議員〉（1968年6月29日）
116. ↑  〈李福樹對記者表示決不蟬聯足總會長〉（1968年5月9日）
117. ↑  〈足總大選氣氛緊張，莫慶竟臨時無人提名，陳肇川輕易登主席位〉（1968年7月31日）
118. ↑  〈馮漢柱李福樹霍英東答允担任足總名譽會長位置〉（1969年10月2日）
119. 1 2  〈曾任兩局議員，李福樹將離港，名下兩馬拍賣〉（1968年8月17日）
120. 1 2 3 4  秦家聰（2002年），頁129。
121. ↑  "The Institute at 40" (April 2013), p.27.
122. ↑  "The Institute at 40" (April 2013), p.29.
123. 1 2  Perera (16 February 1975)
124. 1 2  The Gateway (November 2015), pp.2-3.
125. 1 2 3 4 5  〈【經典●豪門兄弟惡鬥】李福兆賣股權踢走阿哥；李福樹吹雞搵大劉狙擊〉（2018年7月22日）
126. 1 2 3 4  錢樹良（2013年10月24日）
127. 1 2 3  〈【每日壹爆｜中環經典狙擊戰】東亞銀行世交兩大家族惡鬥 大劉變程咬金橫手奪娛樂行 〉（2019年1月22日）
128. 1 2  錢樹良（2013年10月31日）
129. ↑  〈巴仙那全面購華置，李福樹表示有信心〉（1986年3月25日）
130. 1 2 3  錢樹良（2013年11月7日）
131. 1 2 3  "Obituary" (28 May 1995)
132. 1 2  "Territory's leading figures attend Li funeral service" (30 May 1995)
133. 1 2  "Varsity Students Wed - Mr. Li Fook-shu and Miss Daisy Woo" (27 March 1936)
134. ↑  "Legal giant and legislator led the way in promoting Chinese culture" (15 May 2008)
135. ↑  張家偉（2012年），頁265。
136. 1 2 3 4  《榮譽社會科學博士李胡紫霞讚辭》（1999年）
137. ↑  〈建築物及設施命名〉（2002年10月4日），頁1。
138. ↑  《李嘉誠任總送別李國寶母親》（2015年3月10日）
139. ↑  《榮譽社會科學博士李國寶博士讚辭》（2013年）
140. ↑  《榮譽法學博士李國章教授讚辭》（2003年）
141. ↑  〈特區新一屆行政會議成員名單公布（附圖）〉（2012年6月29日）
142. ↑  〈政府委任港大校務委員會主席〉（2015年12月31日）
143. 1 2 3  〈寶珊道李福樹寓所傾塌，全家及早遷出人口平安〉（1972年6月19日）
144. 1 2 3 4  〈李國章半山祖屋　曾歷大雨災　兩層車房被沖走　全家及時撤出保命〉（2020年3月30日）
145. ↑  〈【蘋話當年】1972年618雨災12層高大廈倒塌〉（2014年6月18日）
146. 1 2 3  〈李福樹議員談戒烟之道：先猛吸香烟再喝混合酒〉（1964年1月18日）
147. ↑  《東亞銀行2010年報》（2011年），頁85。

### 中文資料
- 〈香港大學昨舉行廿九屆畢業禮〉，《香港華字日報》第弍張第壹頁，1938年1月6日。
- 〈九龍塘村災區地皮，港府宣佈立即收回〉，《大公報》第一張第四版，1952年5月4日。
- 〈平民屋宇公司公債將發行〉，《工商晚報》第四頁，1953年2月3日。
- 〈港府任免令：委出斐路及李福樹任建屋管理局委員〉，《香港工商日報》第六頁，1954年5月29日。
- 〈香港政府之新任免〉，《華僑日報》第二張第一頁，1958年11月1日。
- 〈家庭計劃指導會將興建九龍總會所〉，《華僑日報》第三張第三頁，1959年5月21日。
- 〈李福樹馮漢柱黃宣平四一起任市政局議員〉，《華僑日報》第二張第一頁，1960年3月12日。
- 〈李福樹、馮漢柱、黃宣平任市政局議員，委任令已發表〉，《香港工商日報》第五頁，1960年3月13日。
- 〈規定每年掃灰水，戰前辦法應恢復〉，《香港工商日報》第六頁，1960年4月6日。
- 〈紐西蘭牛奶公司，在官塘購地開辦〉，《華僑日報》第三張第四頁，1960年12月14日。
- 〈適應龐大人口需求，應速興建新街市〉，《華僑日報》第一張第四頁，1961年4月12日。
- 〈簡悅強李福樹暫任立法議員〉，《華僑日報》第二張第一頁，1961年6月3日。
- 〈李福樹議員建議輪調衛生督察員，使切實執行職務〉，《華僑日報》第二張第三頁，1962年4月4日。
- 〈立法局非官議員，李福樹繼郭贊〉，《華僑日報》第二張第一頁，1962年6月23日。
- 〈港府任免令〉，《華僑日報》第二張第三頁，1962年8月4日。
- 〈英殖民地部次官接見祈德尊李福樹等，討論港英間關係〉，《香港工商日報》第五頁，1962年9月16日。
- 〈李福樹謝雨川奉委任救濟信託基金會委員〉，《香港工商日報》第四頁，1962年9月29日。
- 〈行政立法兩局非官守議員組七人代表團代表香港民意，今飛英就共同市場談判陳述香港處境〉，《華僑日報》第二張第一頁，1962年10月3日。
- 〈香港兩局議員代表團仍在歐洲為香港努力〉，《華僑日報》第二張第一頁，1962年10月12日。
- 〈英女王元旦授勳官民名單〉，《華僑日報》第二張第一頁，1963年1月1日。
- 〈市政局李福樹議員呼籲，食物店注意清潔衛生〉，《華僑日報》第二張第一頁，1963年6月26日。
- 〈李福樹議員談戒烟之道：先猛吸香烟再喝混合酒〉，《華僑日報》第二張第三頁，1964年1月19日。
- 〈李曹秀羣任市政局議員，為華籍女議員第一人〉，《華僑日報》第二張第一頁，1964年3月26日。
- 〈足總主席競選揭曉，傅利沙當選四十四比二票壓倒莫慶〉，《工商晚報》第八頁，1964年7月30日。
- 〈三藩市貿易展覽會港代表團團展李福榭請美國商人訪問香港〉，《華僑日報》第三張第二頁，1964年9月17日。
- 〈牛奶公司擴展接辦豐力奶廠〉，《工商晚報》第三頁，1965年2月5日。
- 〈李福樹議員特別指出銀行開設不應無限增加〉，《華僑日報》第三張第二頁，1965年3月13日。
- 〈莫慶不甘雌伏，重主足球總會〉，《華僑日報》第二張第四頁，1965年7月31日。
- 〈李福樹否認辭副會長職，莫慶解釋此次被選情形〉，《華僑日報》第二張第四頁，1965年8月7日。
- 〈甘冒大不韙把事情擴大，足球界人士內地旅行，足總竟要設組「調查」〉，《大公報》第二張第八版，1965年8月19日。
- 〈足總不應再錯：李福樹談有關問題時傳有此語〉，《大公報》第二張第八版，1965年8月26日。
- 〈取消全部以前所作決定，足總承認曾赴內地球員註冊有效〉，《大公報》第二張第八版，1965年9月4日。
- 〈社論：香港容許開徵「全面所得稅」嗎？〉，《香港工商日報》第二頁，1966年3月28日。
- 〈簡悅強李福樹桑達士任行政局非官議員〉，《華僑日報》第三張第一頁，1966年5月28日。
- 〈羅禮基決定讓賢荐李福樹任會長〉，《工商晚報》第八頁，1966年6月11日。
- 〈訃文〉，《工商晚報》第二頁，1966年6月24日。
- 〈李福樹議員令尊翁李冠春昨病逝，明午大殮出殯〉，《工商晚報》第三頁，1966年6月24日。
- 〈足總昨同人大會，梁兆綿當選主席，李福樹霍英東任正副會長〉，《華僑日報》第二張第四頁，1966年7月27日。
- 〈第五屆亞洲運動會今在曼谷揭幕〉，《華僑日報》第二張第四頁，1966年12月9日。
- 〈維護足運利益唔怕嚇，威逼利誘面前不低頭〉，《大公報》第二張第八版，1966年12月10日。
- 〈社論：質問香港足球總會！－－我們更要就正於李福樹先生〉，《香港工商日報》第二頁，1966年12月12日。
- 〈「波棍」蓄意破壞足運，昨日強行拉隊赴泰〉，《大公報》第二張第八版，1966年12月13日。
- 〈國脚被控案急轉直下，足總宣布撤銷〉，《香港工商日報》第八頁，1967年2月8日。
- 〈李毓宏義正詞嚴，李福樹醜臉畢露〉，《大公報》第二張第六版，1967年6月14日。
- 〈李福樹說不知登廣告，足總「支持」港英內幕一塌胡塗〉，《大公報》第二張第六版，1967年6月14日。
- 〈李福樹趙聿修為虎作倀，我糧油公司職工斷其糧路〉，《大公報》第一張第三版，1967年6月22日。
- 〈響應祖國糧油總公司號召，米業雜貨業鬥委會抵制李福樹趙聿修〉，《大公報》第一張第三版，1967年6月23日。
- 〈漢奸李福樹又作狗吠聲〉，《大公報》第二張第六版，1967年6月30日。
- 〈殉職警員葬禮哀榮〉，《華僑日報》第二張第三頁，1967年7月13日。
- 〈廣貼港英機構及通衢大道牆上，同胞昨發出通緝令〉，《大公報》第一張第四版，1967年8月14日。
- 〈港共非法印刷品中竟列暗殺名單要害六位聞人〉，《工商晚報》第四頁，1967年8月29日。
- 〈憤李福樹把持足總，愉園暫不派隊參賽〉，《大公報》第二張第五版，1967年9月1日。
- 〈李福樹議員昨離港赴日〉，《工商晚報》第一頁，1967年10月31日。
- 〈財政司郭伯偉返任，胡百全鍾士元代李福樹分任行政立法兩局議席〉，《華僑日報》第二張第三頁，1967年11月1日。
- 〈李福樹復任兩局議員〉，《華僑日報》第二張第一頁，1968年3月22日。
- 〈李福樹對記者表示決不蟬聯足總會長〉，《香港工商日報》第八頁，1968年5月9日。
- 〈鄧律敦治李福樹唐星海羅仕四人最後出席立法局〉，《華僑日報》第三張第四頁，1968年6月27日。
- 〈四名流任立法局議員〉，《華僑日報》第二張第三頁，1968年6月29日。
- 〈足總大選氣氛緊張，莫慶竟臨時無人提名，陳肇川輕易登主席位〉，《香港工商日報》第八頁，1968年7月31日。
- 〈曾任兩局議員，李福樹將離港，名下兩馬拍賣〉，《工商晚報》第一頁，1968年8月17日。
- 〈大學校董會消息（页面存档备份，存于）〉，《中文大學校刊》第五卷第二期。香港：香港中文大學，1968年10月。
- 〈(I)大學校董會成員（页面存档备份，存于）〉，《開辦的六年1963–69：校長報告書》。香港：香港中文大學，1969年。
- 〈馮漢柱李福樹霍英東答允担任足總名譽會長位置〉，《華僑日報》第二張第四頁，1969年10月2日。
- 〈寶珊道李福樹寓所傾塌，全家及早遷出人口平安〉，《華僑日報》第二張第一頁，1972年6月19日。
- 〈李福樹馬登任九倉董事〉，《華僑日報》第五張第一頁，1974年4月16日。
- 岑維休主編，《1979香港年鑑（第三十二回）》。香港：華僑日報有限公司，1979年。
- 〈李福善簡介〉，《工商日報》第一頁，1984年8月21日。
- 〈巴仙那全面購華置，李福樹表示有信心〉，《大公報》第四張第十三版，1986年3月25日。
- 林鴻籌著，《財經人物：巨富與世家》。香港：明窗出版社，1988年。ISBN 978-9-62357-057-2
- 冼玉儀著，《與香港並肩邁進：東亞銀行1919-1994》。香港：東亞銀行，1994年。
- 藍潮著，《香港商戰風雲錄》第6卷。香港：名流出版社，1997年。ISBN 978-9-62928-015-4
- 《榮譽社會科學博士李胡紫霞讚辭 （页面存档备份，存于）》。香港：香港中文大學，1999年。
- 泰家聰著，《香港名門：李氏家族傳奇》。香港：明窗出版社有限公司，2002年。ISBN 978-9-62973-627-9
- 〈建築物及設施命名 （页面存档备份，存于）〉，《中大通訊》第208期。香港：香港中文大學，2002年10月4日。
- 〈百年家族祖屋說興衰 （页面存档备份，存于）〉，《香港蘋果日報》，2002年11月28日。
- 《榮譽法學博士李國章教授讚辭 （页面存档备份，存于）》。香港：香港中文大學，2003年。
- 〈六七暴動40周年回顧：走過香港文革的歲月（页面存档备份，存于）〉，《香港蘋果日報》，2007年5月6日。
- 《東亞銀行2010年報 （页面存档备份，存于）》。香港：東亞銀行，2011年。
- 〈四大望族李家縱橫政商界〉，《明報》港聞A04，2011年11月11日。
- 張家偉著，《六七暴動：香港戰後歷史的分水嶺》。香港：香港大學出版社，2012年。 ISBN 978-9-88808-396-1
- 〈特區新一屆行政會議成員名單公布（附圖）（页面存档备份，存于）〉，《香港政府新聞公報》。香港：政府新聞處，2012年6月29日。
- 《榮譽社會科學博士李國寶博士讚辭 （页面存档备份，存于）》。香港：香港中文大學，2013年。
- 〈東亞銀行後人，港首位華人法官，91歲李福善肺感染病逝 （页面存档备份，存于）〉，《蘋果日報》，2013年2月28日。
- 〈贏在終點線：李福慶 （页面存档备份，存于）〉，《香港蘋果日報》，2013年5月2日。
- 錢樹良撰，〈錢Sir併購拆局——望族營華置不和掀購併〉，《頭條日報》，2013年10月24日。
- 錢樹良撰，〈錢Sir併購拆局——吞華置橫空殺出愛美高 （页面存档备份，存于）〉，《頭條日報》，2013年10月31日。
- 錢樹良撰，〈錢Sir併購拆局——劉鑾雄冷手執個熱煎堆〉，《頭條日報》，2013年11月7日。
- 〈【蘋話當年】1972年618雨災12層高大廈倒塌 （页面存档备份，存于）〉，《香港蘋果日報》，2014年6月18日。
- 李峻嶸著，《足球王國：戰後初期的香港足球 （页面存档备份，存于）》。香港：三聯書店（香港）有限公司，2015年。ISBN 978-9-62043-782-3
- 〈李嘉誠任總送別李國寶母親 （页面存档备份，存于）〉，《香港蘋果日報》，2015年3月10日。
- 〈政府委任港大校務委員會主席（页面存档备份，存于）〉，《香港政府新聞公報》。香港：政府新聞處，2015年12月31日。
- 李峻嶸擴，〈六十年前法蘭克福訪港為何失收？（下）（页面存档备份，存于）〉，《獨立媒體》，2016年12月31日。
- 〈政府主要官員任命公布（附圖） （页面存档备份，存于）〉，《香港政府新聞公報》。香港：政府新聞處，2017年1月16日。
- 〈【壹經典●新財爺】為一毫子帶白粉向上爬脫貧；陳茂波：窮，不會談忠心！（页面存档备份，存于）〉，《壹週刊》。香港：壹傳媒，2017年1月16日。
- 《香港2017（页面存档备份，存于）》。香港：香港特別行政區政府政府新聞處，2018年。ISBN 978-9-62020-414-2
- 〈【經典●東亞李家咁發跡】太爺運西瓜翻船流落到港；搞船公司到銀行變香港望族〉，《壹週刊》。香港：壹傳媒，2018年7月21日。
- 〈【經典●豪門兄弟惡鬥】李福兆賣股權踢走阿哥；李福樹吹雞搵大劉狙擊〉，《壹週刊》。香港：壹傳媒，2018年7月22日。
- 〈【每日壹爆｜中環經典狙擊戰】東亞銀行世交兩大家族惡鬥 大劉變程咬金橫手奪娛樂行（页面存档备份，存于）〉，《壹週刊》。香港：壹傳媒，2019年1月22日。
- 〈李國章半山祖屋　曾歷大雨災　兩層車房被沖走　全家及時撤出保命（页面存档备份，存于）〉，《香港01》，2020年3月30日。
- 《文化大革命志補卷一：赤禍香港》。延陵科學綜合室，造訪於2018年9月1日。
- 〈本所簡史 （页面存档备份，存于）〉。香港：李福樹會計師事務所，造訪於2018年9月1日。

### 英文資料
- "Degree Day at the University", Hong Kong Daily Press, 6 January 1936, p.16.
- "Varsity Students Wed - Mr. Li Fook-shu and Miss Daisy Woo", The South China Morning Post, 27 March 1936, p.9.
- "New Auditors", The South China Morning Post, 8 October 1949, p.10.
- Trigaci, Michele, "Hongkong Profiles: This Chartered Accountant play three roles in life of Colony", The South China Morning Post, 19 January 1964, p.4.
- "HKFA drop charges against 13 （页面存档备份，存于）", The Straits Times, 9 February 1967, p.16.
- Official Report of Proceedings（页面存档备份，存于）. Hong Kong: Hong Kong Legislative Council, 31 May 1967.
- Official Report of Proceedings（页面存档备份，存于）. Hong Kong: Hong Kong Legislative Council, 28 June 1967.
- Official Report of Proceedings（页面存档备份，存于）. Hong Kong: Hong Kong Legislative Council, 12 July 1967.
- Perera, Neil, "A century of service to Hongkong education", The South China Morning Post, 16 February 1975, p.9.
- Nadel, Alison, "Li family gets together to lay patriarch to rest", The South China Morning Post, 28 May 1995, p.2.
- "Obituary", The South China Morning Post, 28 May 1995, p.4.
- "Territory's leading figures attend Li funeral service", The South China Morning Post, 30 May 1995, p.3.
- "Legal giant and legislator led the way in promoting Chinese culture （页面存档备份，存于）", The South China Morning Post, 15 May 2008.
- Littlewood, Michael, Taxation Without Representation: The History of Hong Kong's Troublingly Successful Tax System（页面存档备份，存于）. Hong Kong: Hong Kong University Press, 2010. ISBN 978-9-62209-099-6
- "The Institute at 40（页面存档备份，存于）", A Plus Issue 4 Volume 9. Hong Kong: The Hong Kong Institute of Certified Public Accountants, April 2013, pp.22-31.
- The Gateway（页面存档备份，存于） Issue 61. Hong Kong: The Lasallian Family Hong Kong, November 2015.
- "Li, Fook Shu（页面存档备份，存于）", Webb-site Who's Who, retrieved on 1 September 2018.
- "LI, Simon Fook Sean", Who was Who. London: A. & C. Black, retrieved on 1 September 2018. (Electronic version. Subscription via the Wikipedia Library)

## 外部連結
- 李福樹會計師事務所 （页面存档备份，存于）

| 體育角色            | 體育角色                                      | 體育角色            |
| ------------------- | --------------------------------------------- | ------------------- |
| 前任者： 馮漢柱議員 | 香港足球總會副會長 （華籍代表） 1964年–1966年 | 繼任者： 霍英東     |
| 前任者： 羅理基議員 | 香港足球總會會長 1966年–1968年                | 繼任者： 王澤森議員 |